# Odete Lara
Odete Righi Bertoluzzi OMC, mais conhecida como Odete Lara (São Paulo, 17 de abril de 1929 – Rio de Janeiro, 4 de fevereiro de 2015), foi uma atriz, cantora e escritora brasileira. Abandonou sua carreira, converteu-se ao budismo e partiu para um autoexílio num sítio em Nova Friburgo, estado do Rio de Janeiro.

## Biografia
Era filha única de Giuseppe Bertoluzzi e Virgínia Righi, imigrantes de Belluno, norte da Itália. Sua mãe cometeu suicídio quando Odete tinha seis anos, fato que motivou sua internação num orfanato de freiras. Anos depois foi viver na casa de sua madrinha. Era fortemente apegada ao pai, seu único referencial afetivo, mas ele, vitimado por uma tuberculose, viu-se obrigado a ficar afastado da filha. Giuseppe faleceu quando Odete tinha 18 anos, também por suicídio.
Seu primeiro emprego foi como secretária e datilógrafa. Incentivada por uma amiga, fez curso de modelo no Museu de Arte Moderna de São Paulo e participou do primeiro desfile da história da moda brasileira, realizado no próprio MASP. Sua beleza deslumbrou Otomar dos Santos, que a indicou para a então recém-inaugurada TV Tupi, de Assis Chateaubriand.
Iniciou seus trabalhos na televisão como garota-propaganda. Em seguida participou da versão televisiva de Luz de Gás, com Tônia Carrero e Paulo Autran, depois Branca Neve e os sete anões, onde interpretou a Rainha Má.
Odete Lara se tornou estrela do "TV de Vanguarda", uma das maiores atrações da TV Tupi. Algumas telenovelas em que atuou nessa emissora foram: As Bruxas, A volta de Beto Rockfeller e Em Busca da Felicidade. Foi contratada pelo grupo teatral do Teatro Brasileiro de Comédia (TBC) e estreou na peça Santa Marta Fabril S/A, dirigida por Adolfo Celi.
Seu primeiro filme foi O Gato de Madame (1956), ao lado de Mazzaropi, a convite do autor Abílio Pereira de Almeida. A última atuação no cinema se deu no longa-metragem O Princípio do Prazer (1979).
Foi cantora nos espetáculos, Skindô, ao lado de Vinícius de Moraes, que também foi gravado em disco; Eles e Ela, com Sérgio Mendes; Meu refrão, com Chico Buarque e Quem samba fica, com Sidnei Miller. Participou também no LP Contrastes.
Publicou três livros autobiográficos, Eu nua, Minha jornada interior e Meus passos na busca da paz. Traduziu várias obras do budismo.
Foi casada com o dramaturgo Oduvaldo Vianna Filho e com o diretor de cinema Antonio Carlos Fontoura. Namoradeira assumida, também teve um caso com o novelista Euclydes Marinho.
Por problemas graves de saúde, retornou a capital fluminense, residindo no bairro tradicional do Flamengo, com uma dama de companhia. Odete Lara morreu em 4 de fevereiro de 2015, aos 85 anos, vítima de um infarto enquanto dormia. Seu corpo foi cremado no Cemitério Luterano, Nova Friburgo.
O filme Lara (2002) foi baseado na história de sua vida.

## Carreira

### No cinema
| Ano  | Título                                       | Personagem    |
| ---- | -------------------------------------------- | ------------- |
| 1956 | O Gato de Madame                             | Ivone         |
| 1957 | Absolutamente Certo                          | Odete         |
| 1957 | Arara Vermelha                               | Sá Lua        |
| 1958 | Uma Certa Lucrécia                           | Júlia         |
| 1959 | Dona Xepa                                    | Rosália       |
| 1959 | Moral em concordata                          | Estrela       |
| 1960 | Sábado a la noche, cine                      | Esposa        |
| 1960 | Dona Violante Miranda                        | Josete        |
| 1960 | Duas Histórias                               | Paula         |
| 1960 | Na Garganta do Diabo                         | Ana           |
| 1961 | Esse Rio que Eu Amo                          | Anália        |
| 1961 | Mulheres e Milhões                           | —             |
| 1962 | As Sete Evas                                 | Teresinha     |
| 1963 | Bonitinha, mas Ordinária                     | Rita          |
| 1963 | Boca de Ouro                                 | Guigui        |
| 1963 | Sonhando com Milhões                         | Floripes      |
| 1964 | Noite Vazia                                  | Cristina      |
| 1964 | Pão de Açúcar                                | Teresa        |
| 1965 | Mar Corrente                                 | Helena        |
| 1967 | As Sete Faces de Um Cafajeste                | Nina          |
| 1968 | Câncer em Família                            | Mulher        |
| 1969 | Copacabana Me Engana                         | Irene         |
| 1969 | O Dragão da Maldade contra o Santo Guerreiro | Laura         |
| 1970 | Em Família                                   | Neli          |
| 1970 | Os Herdeiros                                 | Eugênia       |
| 1970 | Vida e Glória de Um Canalha                  | Cristina      |
| 1971 | Aventuras com Tio Maneco                     | Júlia         |
| 1971 | Lúcia McCartney, uma Garota de Programa      | Giselle       |
| 1972 | Viver de Morrer                              | Maria         |
| 1972 | Quando o Carnaval Chegar                     | Heloísa       |
| 1972 | O Jogo da Vida e da Morte                    | Gertrudes     |
| 1973 | Primeiros Momentos                           | Alaíde        |
| 1973 | Vai Trabalhar Vagabundo                      | Granfina      |
| 1974 | A Estrela Sobe                               | Dulce Veiga   |
| 1974 | A Rainha Diaba                               | Isa           |
| 1979 | O Princípio do Prazer                        | Norma Menezes |
| 1986 | Um Filme 100% Brasileiro                     | Divindade     |
| 1999 | Flores para os Mortos                        | Senhora       |

### Na televisão
| Ano  | Título                     | Personagem          | Notas                                    | Emissora     |
| ---- | -------------------------- | ------------------- | ---------------------------------------- | ------------ |
| 1953 | TV de Vanguarda            | —                   | Episódio: "A Carta"                      | Rede Tupi    |
| 1953 | TV de Vanguarda            | —                   | Episódio: "Hamlet"                       | Rede Tupi    |
| 1953 | TV de Vanguarda            | —                   | Episódio: "A Jaula"                      | Rede Tupi    |
| 1953 | TV de Vanguarda            | —                   | Episódio: "Aconteceu em Samarkand"       | Rede Tupi    |
| 1954 | TV de Vanguarda            | —                   | Episódio: "A Morte do Caixeiro Viajante" | Rede Tupi    |
| 1954 | TV de Vanguarda            | —                   | Episódio: "Bel-Ami"                      | Rede Tupi    |
| 1954 | TV de Vanguarda            | —                   | Episódio: "Elegia Para Mary"             | Rede Tupi    |
| 1954 | TV de Vanguarda            | Rosa Gonzalez       | Episódio: "Anjo de Pedra"                | Rede Tupi    |
| 1958 | Grande Teatro Tupi         | —                   | Episódio: "Candida"                      | Rede Tupi    |
| 1958 | Grande Teatro Tupi         | —                   | Episódio: "Bom Dia, Tristeza"            | Rede Tupi    |
| 1958 | Grande Teatro Tupi         | —                   | Episódio: "Que o Céu a Condene"          | Rede Tupi    |
| 1963 | Aqueles que Dizem Amar-se  | Camila Fiorde Lamas |                                          | TV Excelsior |
| 1965 | Em Busca da Felicidade     | Carlota             |                                          | TV Excelsior |
| 1970 | As Bruxas                  | Flora               |                                          | Rede Tupi    |
| 1973 | A Volta de Beto Rockfeller | Helena              |                                          | Rede Tupi    |
| 1975 | Caso Especial              | Mariana             | Episódio: "O Remate"                     | Rede Globo   |
| 1991 | O Dono do Mundo            | Ester Veronese      | [ 14 ]                                   | Rede Globo   |
| 1992 | Deus Nos Acuda             | Anja americana      | [ 15 ]                                   | Rede Globo   |
| 1994 | Pátria Minha               | Valquíria Mayrink   | [ 16 ]                                   | Rede Globo   |

## Teatro[17]
- 1955 - Santa Marta Fabril S. A., direção de Adolfo Celi
- 1956 - A Casa de Bernarda Alba, direção de Flaminio Bollini Cerri
- 1960 - Society em Baby Doll, direção de Victor Berbara
- 1966 - Se Correr o Bicho Pega, Se Ficar o Bicho Come, direção de Gianni Ratto
- 1967 - Meia Volta Vou Ver

## Prêmios
| Ano  | Prêmio                         | Indicação    | Trabalho             | Resultado | ref    |
| ---- | ------------------------------ | ------------ | -------------------- | --------- | ------ |
| 1975 | Prêmio APCA                    | Homenagem    | Conjunto da obra     | Venceu    |        |
| 1975 | Festival de Brasília           | Melhor Atriz | A Rainha Diaba       | Venceu    | [ 18 ] |
| 1974 | Prêmio Adicional de Qualidade  | Melhor Atriz | A Estrela Sobe       | Venceu    | [ 19 ] |
| 1974 | Festival de Guarujá            | Melhor Atriz | A Estrela Sobe       | Venceu    | [ 19 ] |
| 1969 | Prêmio Coruja de Ouro          | Melhor Atriz | Copacabana Me Engana | Venceu    | [ 20 ] |
| 1969 | Prêmio Governador do Estado    | Melhor Atriz | Copacabana Me Engana | Venceu    | [ 20 ] |
| 1969 | Prêmio Air France              | Melhor Atriz | Copacabana Me Engana | Venceu    | [ 20 ] |
| 1964 | Festival de Cinema de Curitiba | Melhor Atriz | As Sete Evas         | Venceu    | [ 21 ] |
| 1964 | Prêmio Saci                    | Melhor Atriz | Noite Vazia          | Venceu    | [ 22 ] |
| 1959 | Prêmio Governador do Estado    | Melhor Atriz | Moral em Concordata  | Venceu    | [ 23 ] |